# Lithothamnion carolii
Lithothamnion carolii Me. Lemoine, 1920  é o nome botânico  de uma espécie de algas vermelhas  pluricelulares do gênero Lithothamnion, subfamília Melobesioideae.
- São algas marinhas encontradas no Chile.

## Sinonímia
- Não apresenta sinônimos.